# 山陰特急バス

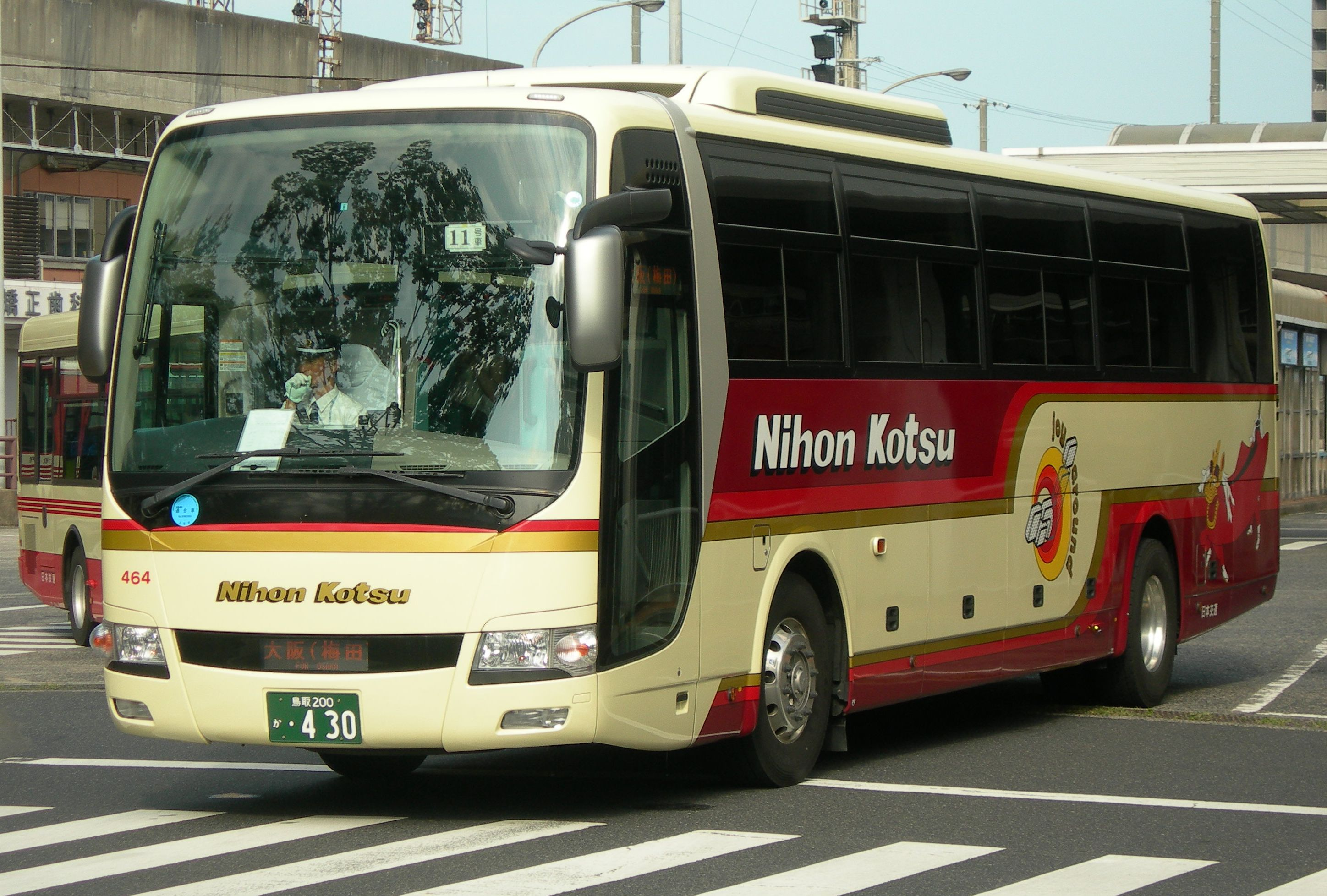
山陰特急バス（日本交通）

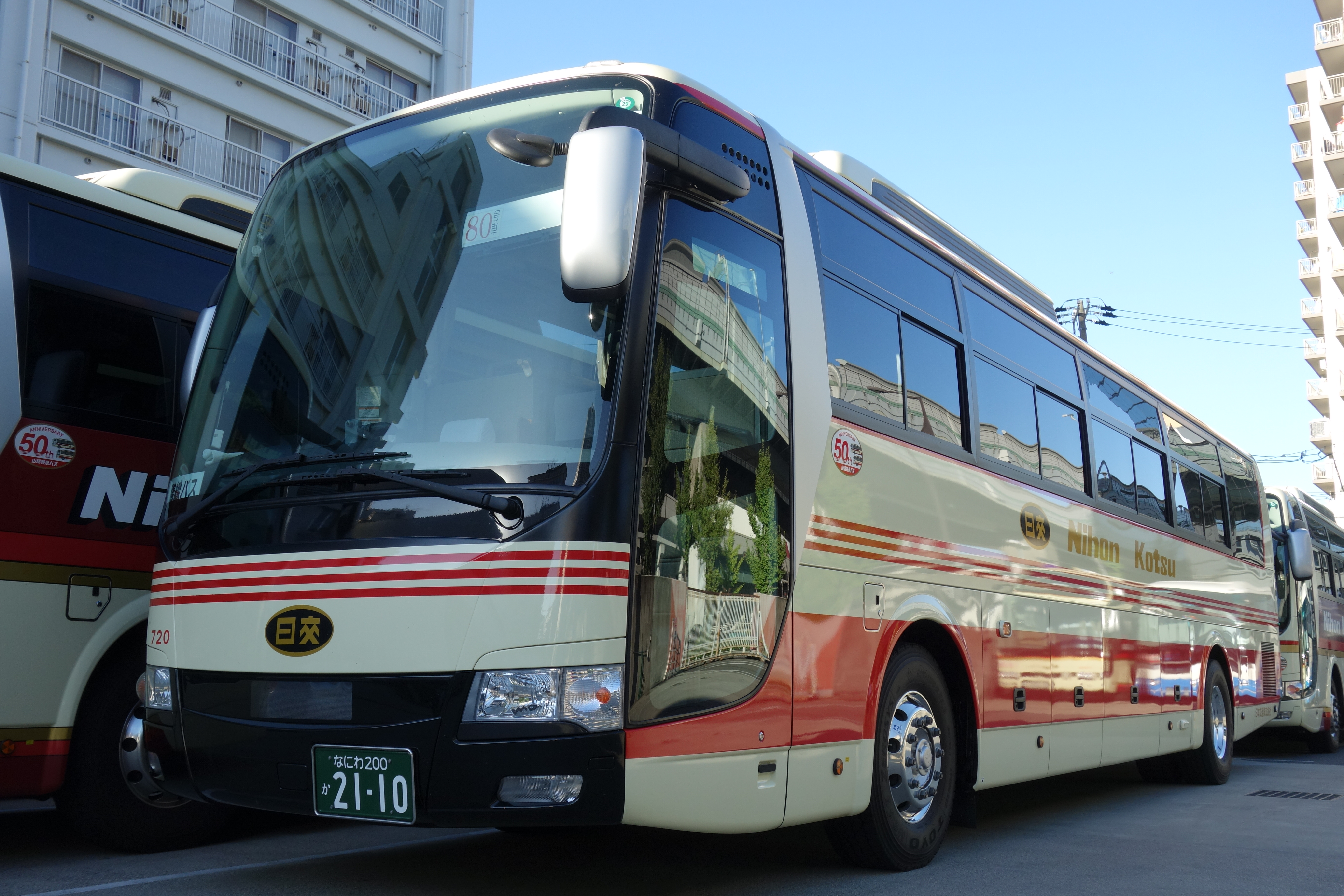
山陰特急・50周年記念・復刻デザインバス『50周年記念バス』（日本交通）

山陰特急バス（さんいんとっきゅうバス）は大阪市・神戸市と鳥取県を結ぶ高速バス路線である。
なお、倉吉発着系統の昼行便は岡山県真庭市（旧久世町・湯原町）・苫田郡鏡野町（旧奥津町・上齋原村）にも停車する。

## 歴史
日本交通大阪本社・日本交通鳥取本社の創業者である澤春蔵は、京都～大阪～神戸～鳥取～倉吉～米子～松江～出雲間を長距離バスで結ぶという壮大な構想を持っていた。この構想に基づき、路線運行認可を申請するが、このクラスの長距離運行路線の前例がないことを理由に却下され、これが何度も繰り返された。また、これと並行して京都府・兵庫県・島根県に系列会社を次々と設立していった。
そして、1966年に大阪～神戸～鳥取～倉吉～米子間で認可され、運行されるに至った。
- 1966年7月19日 - 澤タクシー（同年8月に日本交通鳥取本社へ改称）大阪支社が単独で「山陰特急バス」として大阪（弁天町）・神戸～若桜～鳥取～倉吉～米子間昼行2往復で運行開始。同時に日ノ丸自動車が競合路線の「大阪特急バス」を大阪（大阪駅・梅田）・神戸～若桜～鳥取間昼行2往復で運行開始。
- 1968年7月8日 - 日本交通の「山陰特急バス」夜行便1往復を運行開始、昼行2往復・夜行1往復となる。日ノ丸自動車の「大阪特急バス」を1往復増便し昼行3往復となる。
- 1971年
  - 1月5日 - 日ノ丸自動車の「大阪特急バス」が廃止されたため、日本交通の「山陰特急バス」が増便、大阪（弁天町）・神戸～若桜～鳥取～田後～米子間は昼行3往復、大阪（弁天町）・神戸～若桜～鳥取～倉吉～米子間は昼行2往復・夜行1往復となる。
  - 6月1日 - 一部便の運行区間を短縮し、大阪（弁天町）・神戸～若桜～鳥取間昼行1往復、大阪（弁天町）・神戸～若桜～鳥取～田後～米子間夜行1往復、大阪（弁天町）・神戸～若桜～鳥取～倉吉～米子間は昼行2往復・夜行1往復となる。
- 1975年11月1日 - 昼行便を中国自動車道経由に変更。大阪（弁天町・梅田）～若桜～鳥取間は1往復、大阪（弁天町・梅田）～若桜～鳥取～倉吉～米子間は2往復となる。
- 1981年7月7日 - 昼行便の系統分離を実施し、大阪（弁天町・梅田）～若桜～鳥取間は2往復、大阪（弁天町・梅田）～若桜～鳥取～倉吉間は2往復、大阪（弁天町・梅田）～根雨～江尾～米子間は2往復となる。新規経路上の根雨、江尾、溝口、岸本に停留所を増設。
- 1982年
  - 3月11日 - 昼行便の倉吉線を三朝温泉まで延長、米子線を2往復増便する。
  - 6月1日 - 鳥取県内相互間の利用が不可になる。
  - 9月1日 - 昼行便の鳥取線のうち1往復を智頭経由に変更する。
- 1983年7月1日 - 昼行便の鳥取線の残り1往復も智頭経由に変更する。
- 1984年
  - 2月22日 - 昼行便の米子線を1往復増便。
  - 3月26日 - 昼行便の米子線を1往復増便。夜行便を1往復減便する。
- 1988年10月19日 - 鳥取県内の営業所が本便の運行に加わる（それまでは多客期の補車便（続行便）のみだった）。昼行便の系統分離を実施し、大阪（弁天町・梅田）～智頭・鳥取間、大阪（弁天町・梅田）～若桜・鳥取間、大阪（弁天町・新大阪）～三朝温泉・倉吉間となる。
- 1989年12月14日 - 米子自動車道江府IC～米子IC間の開通に伴い、米子線の経路変更。
- 1992年12月18日 - 米子自動車道落合JCT～江府IC間の開通に伴い、米子線の経路変更。
- 1993年3月11日 - 阪急バスが競合路線を大阪（梅田・新大阪）～米子間1往復で運行開始。
- 1994年
  - 9月4日 - 関西国際空港開港とあわせて湊町バスターミナル（初代。現在の湊町リバープレイスの場所）発着便を運行開始。それ以降、次第になんば発着便が増加し、逆に梅田・新大阪発着便は減少していった。
  - 12月 - 志戸坂峠道路岡山県側（のちの西粟倉仮出入口～坂根間）の開通に伴い、鳥取線の経路変更。
- 1995年2月28日 - 大阪・神戸～米子線を大阪～米子線と神戸～米子線に分離。
- 1996年
  - 3月23日 - 大阪シティエアターミナル(OCAT)がオープン、ビル2階に新設されたバスターミナル発着に変更。
  - 長距離バス運行30周年を記念し、愛称・車両デザインを公募。「大阪」と「鳥取」を結ぶ高速バスなので、「大」→ビッグ・「鳥」→バードから「ビッグバード号」と命名された。
- 1997年4月16日 - 志戸坂峠道路駒帰～尾見ランプ（現：智頭南IC）間の開通に伴い、鳥取線の経路変更。
- 1998年
  - 3月9日 - この日をもって阪急バスの米子線が廃止。
  - 12月21日 - 日本交通鳥取本社大阪支社が日本交通大阪本社に移管され、同一グループ事業者2社での共同運行となる。
- 2002年11月1日 - 倉吉線にかみさいばら温泉バス停を新設。
- 2003年7月19日 - 昼行の神戸～鳥取線を大阪（なんば）・神戸～鳥取線に変更。昼行便大阪（梅田）～米子線のうち弁天町バスターミナル～阪急三番街高速バスターミナル間を廃止。
- 2006年11月26日 - ミント神戸がオープン、ビル1階に新設された三宮バスターミナル発着に変更（発券窓口も三宮バスターミナル内に移転）。これに伴い、日交三ノ宮予約センターを廃止して大阪予約センターに集約。
- 2007年
  - 3月21日 - 夜行便大阪（なんば）・神戸～鳥取・倉吉線を経路変更。これに伴い、夜行は倉吉駅と倉吉バスセンターの停車順序が昼行とは逆になった。
  - 6月1日 - 昼行便神戸～米子線のうち神戸ベイシェラトンホテル・神戸ポートピアホテル～三宮バスターミナル間を廃止。
- 2008年4月1日 - 志戸坂峠道路智頭南IC～智頭ICの開通に伴い、鳥取線の経路変更。あわせて智頭町内の停留所を智頭福原に変更。
- 2009年4月1日 - 鳥取自動車道智頭IC～河原ICの開通に伴い、鳥取線の経路変更。あわせて「用瀬」・「河原」両バス停をそれぞれ「用瀬パーキング」と「河原インター」に移動・名称変更。また、昼行便大阪（なんば）～鳥取線を1往復増便、昼行便大阪（なんば）～倉吉線に湯原経由・鳥取経由便を新設。昼行便大阪（梅田）～鳥取線のうち弁天町バスターミナル～阪急三番街高速バスターミナル間を廃止。
- 2010年4月1日 - 鳥取自動車道佐用JCT～大原IC、河原IC～鳥取ICの開通に伴い、鳥取線の経路変更、所要時間短縮。また、大阪（なんば）～倉吉線と昼行便大阪（新大阪）～倉吉線に奥津温泉口バス停（各1往復のみ）を新設。
  - 12月13日 - 弁天町バスターミナル廃止（営業は前日の12日まで）。新たに、弁天営業所から乗車できるようになる（降車は、旧・弁天町バスターミナル付近のライフ弁天町店前）。
- 2012年3月16日 - この日より鳥取線と米子線の往復1便が伊丹空港のバスターミナルに新規に停車。なお、倉吉線については停車しない。
- 2013年4月1日 - 昼行便大阪（なんば）～倉吉線（湯原経由便）が蒜山犬挟に新規に停車[1][2]。
- 2016年7月15日 - 昼行便大阪（なんば）～米子線のうち2往復が二川バスストップに新規に停車[3]。
- 2016年10月5日 - 山陰特急バス・開業50周年を記念して、当時のボディデザインをイメージした、50周年記念・復刻デザインバス「50周年記念バス」を、大阪・弁天営業所と鳥取営業所に各1車輛ずつ新造し、運行を開始。

## 路線概要

### 運行系統
2023年8月現在、下記の系統が運行されている。
- 大阪 - 鳥取線（昼行）

USJ/弁天営業所・なんば(OCAT)  - 智頭福原・河原・鳥取駅バスターミナル（中国道・鳥取道経由）
阪急梅田（阪急三番街高速バスターミナル） - 智頭福原・河原・鳥取駅バスターミナル（中国道・鳥取道経由）
- 大阪・神戸 - 鳥取線（昼行）

なんば(OCAT)・三ノ宮駅（三宮バスターミナル） - 智頭福原・河原・鳥取駅バスターミナル（中国道・鳥取道経由）
- 大阪 - 真庭・倉吉線（昼行）

弁天営業所・なんば(OCAT) - 久世IC・湯原温泉口（はんざき橋）・倉吉駅・倉吉バスセンター中央自動車学校（中国道・米子道・国道313号経由）
- 大阪 - 倉吉線（昼行）

弁天営業所・新大阪（阪急バスセンター） - 奥津温泉口・かみさいばら温泉（かみさい齋の里）・倉吉駅・倉吉バスセンター中央自動車学校（中国道・国道179号経由）
弁天営業所・新大阪（阪急バスセンター） - 松崎駅前・倉吉駅・倉吉バスセンター中央自動車学校（中国道・鳥取道・山陰道経由、ただし鳥取は通過）
- 神戸 - 鳥取・倉吉線（昼行）

三ノ宮駅（三宮バスターミナル） - 智頭福原・河原・鳥取駅バスターミナル・松崎駅前・倉吉駅・倉吉バスセンター中央自動車学校（中国道・鳥取道・山陰道経由）
- 大阪 - 米子線（昼行）

USJ・弁天営業所・なんば(OCAT) - 米子駅・米子営業所（中国道・米子道・山陰道経由）
阪急梅田（阪急三番街高速バスターミナル） - 米子駅・米子営業所（中国道・米子道・山陰道経由）
- 神戸 - 米子線（昼行）

三ノ宮駅（三宮バスターミナル） - 米子駅・米子営業所（中国道・米子道・山陰道経由）
- 大阪・神戸 - 米子線（夜行）

弁天営業所（大阪行のみ）・なんば(OCAT)・三ノ宮駅（三宮バスターミナル） - 米子駅・米子営業所（中国道・米子道・山陰道経由）
ユニバーサル・スタジオ・ジャパン(USJ)は到着便のみで、始発便はない。
大阪府内 - 兵庫県内相互間、岡山県内 - 鳥取県内相互間のみ利用はできない。
全便座席指定制のため、乗車には予約が必要。

### 運行会社
- 日本交通（大阪本社）
  - 弁天営業所
- 日交シティバス
  - 弁天営業所・神戸営業所
- 日本交通（鳥取本社）
  - 鳥取本社営業所・倉吉営業所・米子営業所

- 梅田・新大阪発着便に限り、大阪での発券業務は阪急バス・阪急観光バスでも可能（梅田・新大阪には日本交通の窓口がないため）。

## 車両
1966年に運行開始した当時の車両は、三菱ふそうのMAR820で、エンジンは8DB1型を搭載し、最初からトイレ付きであった。以後、歴代の三菱ふそうの高速用バスを使用している。塗装は、1980年代半ばまでは一般路線の車両と同じであったが、その後は貸切用車とともに塗装が変更されている。
また初期の車両には、車体左側の窓下に、途中停車する停留所の名前を書いた行先表示板が差し込まれていた。
多客時に運転される「補車便」には、かつては貸切専用のトイレ無しの車が使用される事も多かった。
かつては、三菱ふそうスーパーエアロIIやエアロクィーンM、エアロクィーンMV、エアロキングも使用されていたが、現在では三菱ふそうエアロバス・ニューエアロクィーンI・新型エアロエースが使用される。
また、かつて使用されていた三菱ふそう・エアロキングは大阪・神戸（三宮）～米子線専用であった。
神戸発の路線に使用される車両の一部は「とっとり花回廊」ラッピングバスとなっていた。
時折「鬼太郎バス」やガンバ大阪、セレッソ大阪、大阪エヴェッサのオフィシャルバスも使用されることがある。

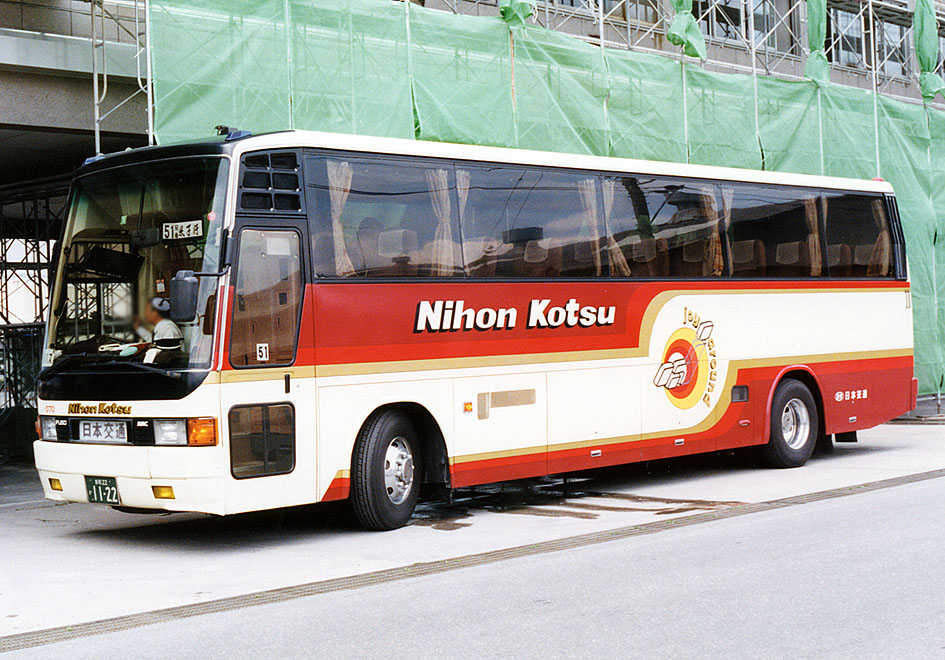
INTER CITY色 スーパーエアロII P-MS725S改
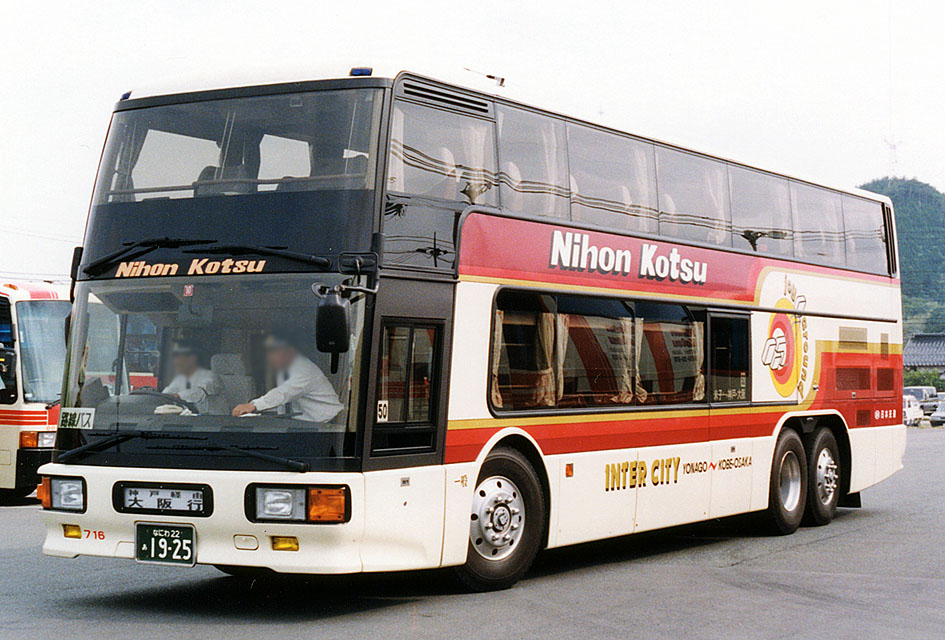
INTER CITY エアロキング U-MU525TA改
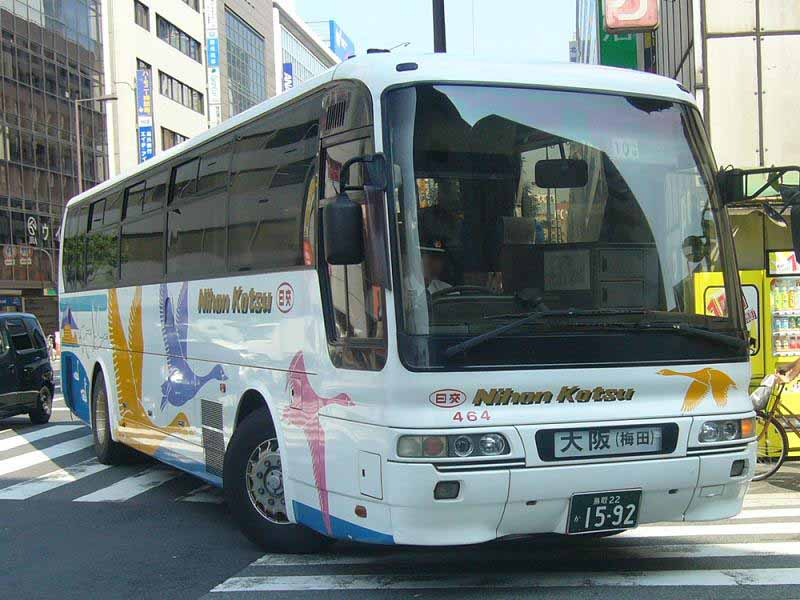
コハクチョウ エアロバス
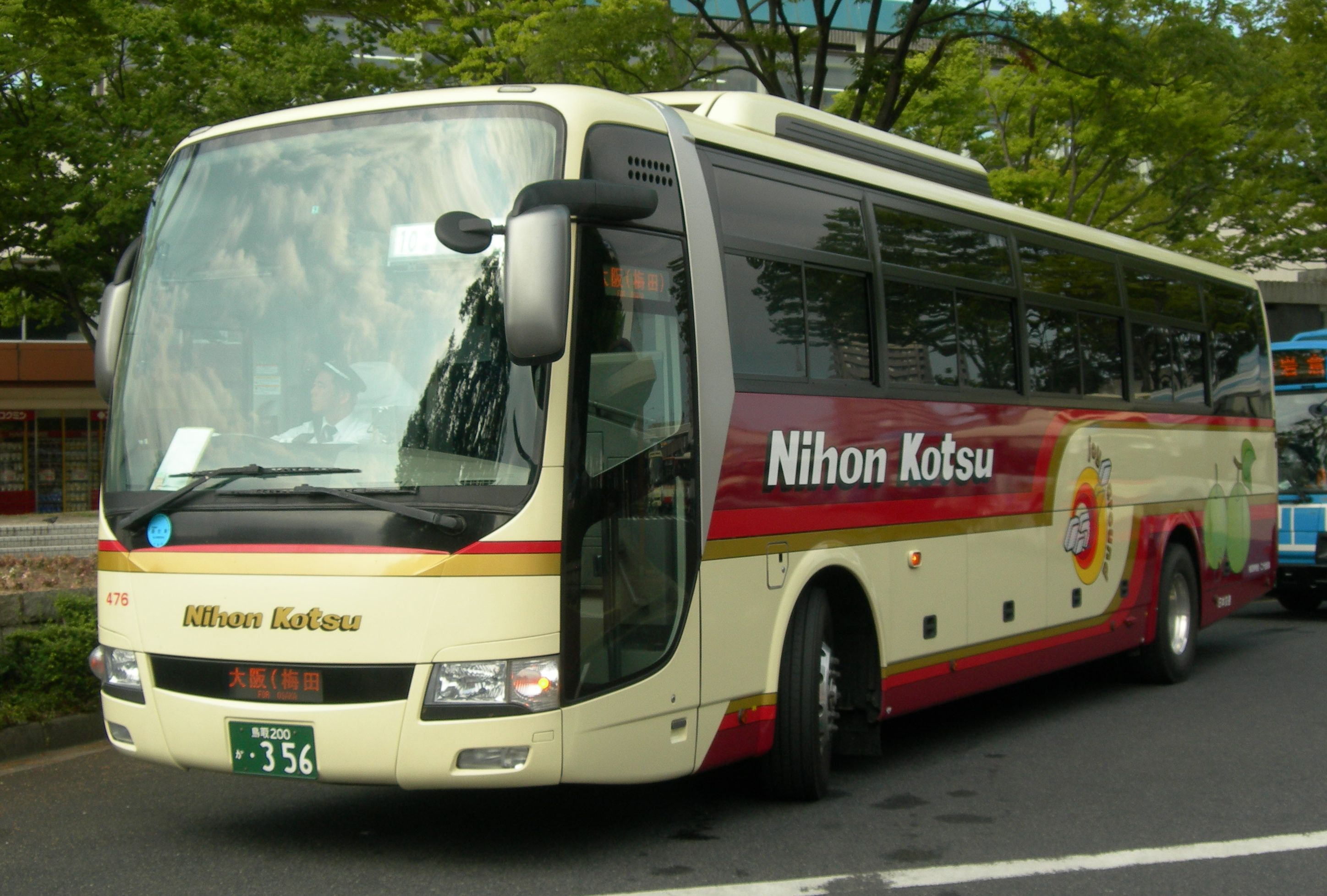
INTER CITY色 エアロエース BKG-MS96JP

## 車内設備
- 3列シート
- フットレスト
- レッグレスト（一部車両、エアロエースはなし）
- トイレ

## 備考
- 号車番号が独特のものとなっている。通常、1号車から始まる号車番号が50号車や70号車等10の倍数から始まる。また、いわゆる続行便を「補車便」という。
- 「秘密戦隊ゴレンジャー」が山陰ロケを行った際に、ゴレンジャー及び黒十字軍が米子に向かう手段の一つとして登場したことがある。